# Afalija
Afalija, agenezija penisa ili nedostatak penisa je jako retka kongenitalna anomalija, kod muške dece. Kako položaj urinarnog otvora kod ove anomalije varira na sličan način kao kod svih poremećaja seksualnog razvoja, mora se svakom pojedinom slučaju prići multidisciplinarno kako bi se utvrdila vrsta anatomija i njena fiziologija, u cilju adekvatnog zbrinjavanja.
Zbog mogućih komplikacija kod ove anomalije treba insistirati da deca što ranije izvrše inverziju pola; rano uklanjaje testisa, rekonstrukciju skrotuma i usmine, dok vaginoplastiku treba učiniti neposredno pred pubertet, a supstituciona estrogena terapija se započinje oko desete godine, da bi se omogućio normalan razvoj ženskog puberteta. Međutim upotreba alternativnih tehnika (Bajpas postupaka) nagovestila je obećavajuće rezultate u oblasti faloplastike.

## Terminologija i klasifikacija
„Afalia" doslovno znači „bez falusa", i odnosi se na sva stanja u kojima muškarcu nedostaje penis, ili kada ženi nedostaje klitoris. Termin se najčešće odnosi na stanje u kojima se muškarac rađa bez penisa — i koristi se da označi „kongenitalnu afaliju".
Ako je dečak ili muškarac tokom života izložen nesreći, npr, kao što je napad (ugriz) psa, koji rezultuje gubitkom penisa, takvo stanje se označava kao „stečena afalija" ili stečeni gubitak penisa.

## Epidemiologija
Procenjuje se da je incidencija afalije 1 na 10—30 miliona rođenih dečaka, sa < 100 slučajeva prijavljenih na globalnom nivou.

## Etiopatogeneza
Uzrok afalije nije poznat, mada se anomalija nešto češće javlja kod trudnica koje boluju od đećerne bolesti.
Njen nastanak nije povezaan sa nedovoljnim količinama hormona ili njihovim preteranim delovanjem, već je posledica poremećaja u razvoju fetalnog genitalnog tuberkule koji se formira između 3 i 6 nedelja embrionalnog razvoja posle začeća. Zbog nedostatka penisa uretra obolelog deteta se otvara na perineumu.
Ova anomalija je obično udružena sa drugim urogenitalnim deformacijama, u koje spadaju:
- policistični bubreg,
- poremećaji pozicije i lokacije bubrega, čak do agenezije urinarnog trakta,
- kriptorhizam,
- agenezija prostate,
- anomalije distalnog kolona, rektuma i anusa.

## Klinička slika
Afalija se karakteriše odsustvom penisa i otvorom uretre, koji je ponekad u samom rektumu, a najčešće u perineumu ispred rektuma. Umesto penisa postoji manji kožni nabor koji sadrži rudimente erektilnog tkiva. Nekad je otvor uretre anatomski pozicioniran iznad skrotuma ili simfize.
Testisi su obično u skrotumu, i najčešće su normalne morfologije, a sfinkter bešike je intaktan i kontinentan.

## Dijagnoza
Dijagnoza se postavlja na osnovu kliničkog pregleda i dopunskih uroloških i radioloških testova.

## Terapija
Lečenje je kontroverzno i dominantno hirurško. Hirurška intervencija može osloboditi roditelje strese i poboljšati povezanost između deteta sa afalijom i porodice. Cilj hirurškog lečenja je da se:
- nedostatak penisa uskladi sa određenim polom (jer dodjeljivanje muškog roda je prikladno za retke dečake rođene s afalijom),
- spreči opstrukcije mokraće ili infekcije,
- očuva seksualnu sposobnost i reproduktivnog potencijala, maksimiziranjem anatomije za poboljšanje seksualne funkcije,[12]

Hirurške korekcije obično se odnose na gonade i spoljašnje genitalije, a često i na prisustvo urogenitalnog sinusa. Nema dokaza da je potrebno profilaktičko uklanjanje asimptomatskih neusklađenih struktura.
Generalno, preporučuje se da odluku o genitalnoj hirurgiji donesu roditelji i, kada je to moguće, pacijent, uz savetovanje medicinskog tima. Važno je informisati roditelje da je funkcionalni ishod važniji od kozmetičkog ishoda.
Pacijentima i roditeljima ne treba davati nerealna očekivanja o sigurnoj i uspešnoj rekonstrukciji penisa.
Neki terapeuti još uviek preporučuju ranu transformaciju u ženski rod; međutim, opisane su i druge tehnike u cilju faloplastike (npr 2007. godine de Castro i saradnici izvestili su o primeni četverougaonog donjeg abdominalnog adipokutanog režnja za privremenu faloplastiku sve dok se pacijent nije mogao podvrgnuti definitivnoj rekonstrukciji nakon puberteta).
Upotreba alternativnih tehnika (Bajpas postupaka) nagovestila obećavajuće rezultate.

## Literatura
- Shamsa A, Kajbafzadeh A, Javad Parizadeh S, Zare MA, Abolbashari M (2008). „Aphallia associated with urethro-rectal fistula and stones in the bladder and urethra”. Saudi J Kid Dis Transplant. 19: 435..
- Wang H, Guo K, Wang J, Liu L, Li F (2011). „Aphallia in an adult male with 46, XY karyotype”. International Journal of Urology. 18: 540—542..
- Rattan KN, Kajal P, Pathak M, Kadian YS, Gupta R (2010). „Aphallia: experience with 3 cases”. J Pediatr Surg. 45: e13—e16..
- Gredler, M. L.; Seifert, A. W.; Cohn, M. J. (2014). „Morphogenesis and Patterning of the Phallus and Cloaca in the American Alligator, Alligator mississippiensis”. Sex Dev. 9: 53—67..
- Gérard-Blanluet M, Lambert V, Khung-Savatovsky S, Perrin-Sabourin L, Passemard S, Baumann C. „Aphallia, lung agenesis and multiple defects of blastogenesis”. Fetal Pediatr Pathol. 30: 22—26. 2011..
- O'Connor TA, Lacour ML, Friedlander ER, Thomas R. „Penile agenesis associated with urethral and bilateral renal agenesis”. Urology. 41: 564—565. 1993..
- Di Benedetto V, Idotta R, Lebet M, Puntorieri A (1998). „Penis, bladder and uretral agenesis associated with anorectal malformation in a living male neonate Case report”. Clin Exp Obstet Gynecol. 26: 225—226..
- Nakano Y, Aizawa M, Honma S, Osa Y (2009). „Completely separated scrotum and vesicointestinal fistula without exstrophy as a novel manifestation of aphallia: a case report”. Urology. 74: 1303—1305..
- Achiron R, Frydman M, Lipitz S, Zalel Y (2000). „Urorectal septum malformation sequence: prenatal sonographic diagnosis in two sets of discordant twins”. Ultrasound Obstet Gynecol. 16: 571—574..
- Goyal, A.; Bianchi, A. (2014). „The parascrotal flap phallo-urethroplasty for aphallia reconstruction in childhood: Report of a new technique”. Journal of Pediatric Urology. 10: 769—772..

## Spoljašnje veze
- Aphallia: Report of three cases and literature review (језик: енглески)

|  | Molimo Vas, obratite pažnju na važno upozorenje u vezi sa temama iz oblasti medicine (zdravlja). |